# Sites d'Angangxi
Les sites d'Angangxi (en chinois 昂昂溪遗址) se trouvent près de la ville de Qiqihar, dans le Heilongjiang, en Chine du Nord, et datent d'environ 5000 à 2000 av. J.-C. Dans cette région septentrionale au climat peu favorable à l'agriculture, les populations vivaient de chasse et de pêche, alors que, plus au sud, la Chine des plaines alluviales du Fleuve Jaune et du Yangzi Jiang était déjà néolithisée depuis quelques millénaires.

## Historique
Les sites d'Angangxi ont été découverts en 1928 par des ouvriers russes travaillant à la construction d'une ligne de chemin de fer. Ils ont été fouillés initialement par Liang Siyong en 1930 pendant quatre jours.
Ces sites sont considérés comme représentatifs de la culture d'Angangxi, la culture des chasseurs-pêcheurs des prairies du nord de la Chine. Ils font maintenant partie des sites historiques et culturels majeurs protégés au niveau national (Heilongjiang) (3-196).

## Chronologie
La culture d'Angangxi s'est développée d'environ 5000 à 2000 av. J.-C. À partir de 2200 av. J.-C., le climat plus froid et plus sec lié à l'événement climatique de 4200 BP aurait entrainé son déclin puis sa disparition, avant que d'autres cultures réapparaissent plus tard dans la région, lors du retour de conditions climatiques favorables.

## Description
Des découvertes archéologiques ont été faites dans 39 lieux différents, qui se trouvent dans une zone couverte par des dunes, près de la rivière Nen, ainsi que près de lacs et de marais.
De nombreux objets en pierre et en céramique ont été trouvés, bien que cette dernière soit fruste et peu élaborée.
Les os d'animaux étaient utilisés pour fabriquer des pointes de lance et des instruments de pêche. Celle-ci était une ressource alimentaire majeure dans cette région de lacs et de marais.

Objets en exposition
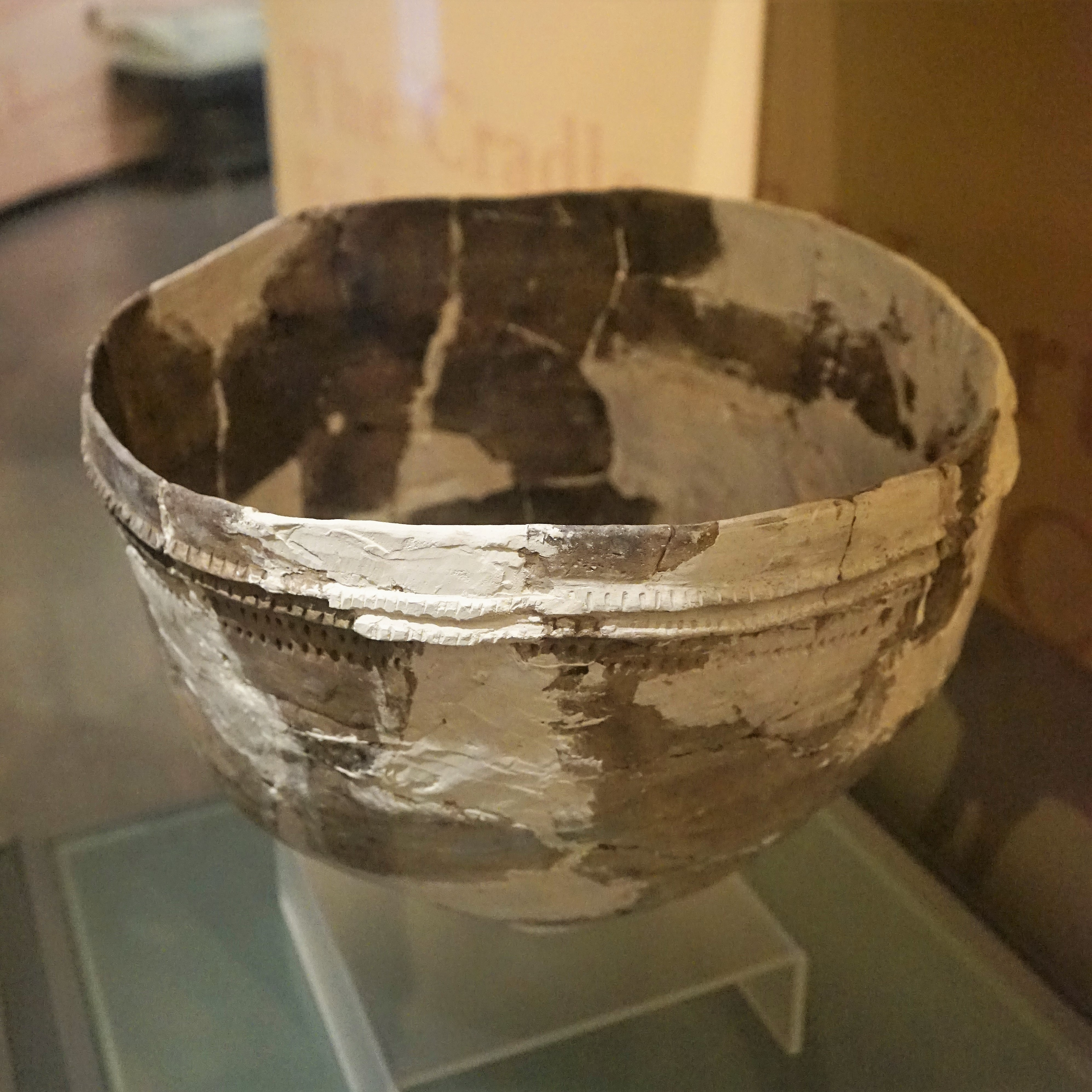
Grande jarre
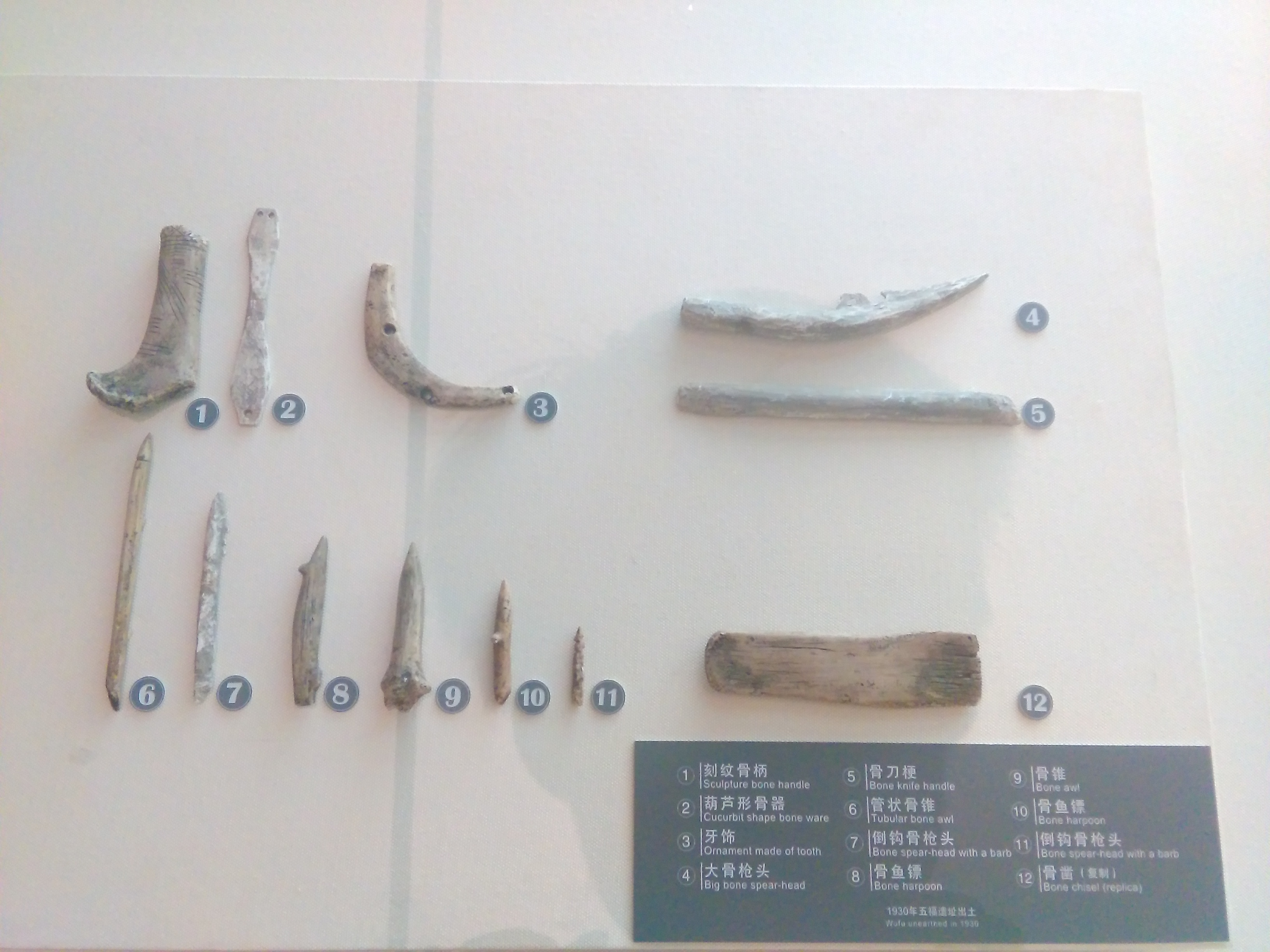
Outils en os
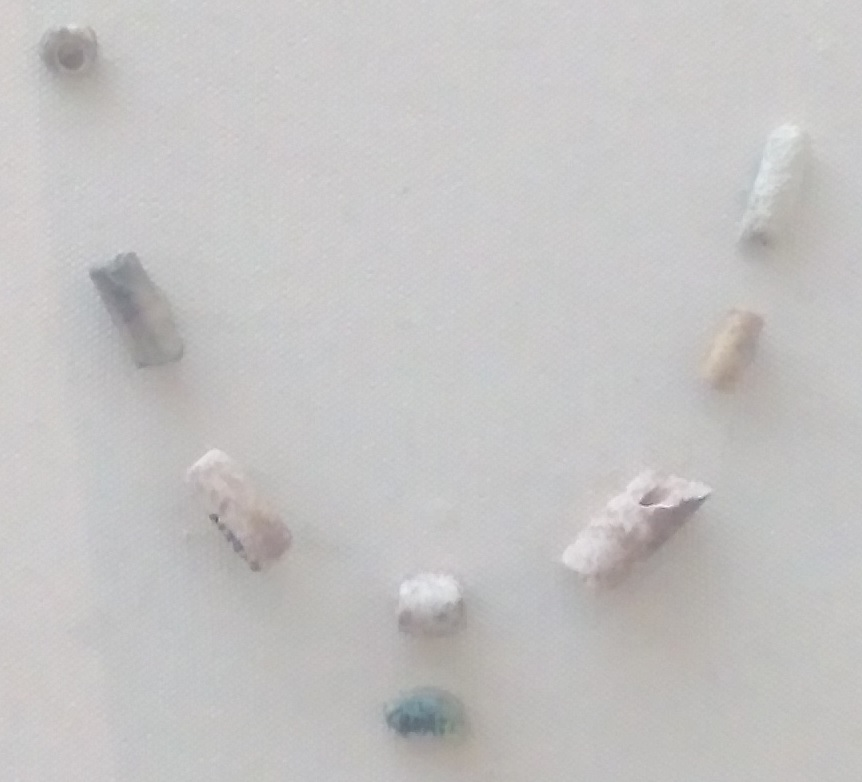
Perles de jade
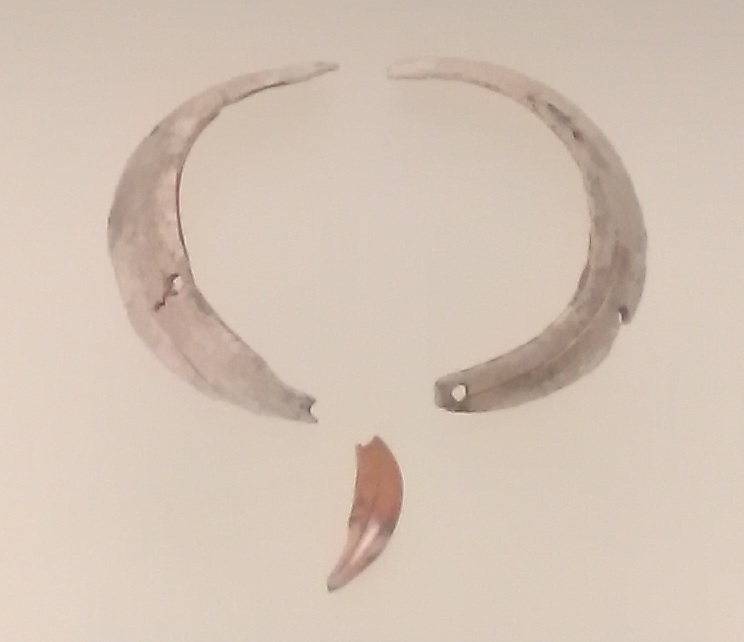
Ornements